# Сезар (кинопремия, 2001)
26-я церемония вручения наград премии «Сезар» (также известной как Ночь Сезара (фр. Nuit des César)) за заслуги в области французского кинематографа за 2000 год состоялась 24 февраля 2001 года в театре Елисейских Полей (Париж, Франция). Президентом церемонии стал актёр Даниэль Отёй.

## Список лауреатов и номинантов
Количество наград/номинаций:
- 4/9: «На чужой вкус» / «Гарри — друг, который желает вам добра»
- 1/8: «Дочери короля»
- 0/5: «Дело вкуса» / «Багровые реки»
- 1/4: «Убийственные раны»
- 0/4: «Сентиментальные судьбы»
- 2/3: «Человеческие ресурсы»
- 0/3: «Король танцует»
- 1/2: «Дублёр» / «Ватель»
- 0/2: «Смешение жанров» / «Вдова с острова Сен-Пьер»
- 1/1: «Я иду» / «Красивая работа» / «Салам» / «Un petit air de fête» / «Любовное настроение»

### Основные категории
• Лауреаты выделены отдельным цветом. 
| Категории                                       | Лауреаты и номинанты                                                                                     | Лауреаты и номинанты                                                                       | Лауреаты и номинанты                                                                       |
| ----------------------------------------------- | --- | ------------------------------------------------------------------------------------------ | ------------------------------------------------------------------------------------------ |
| Лучший фильм                                    | • На чужой вкус / Le Goût des autres (режиссёр: Аньес Жауи)                                              | • На чужой вкус / Le Goût des autres (режиссёр: Аньес Жауи)                                | • На чужой вкус / Le Goût des autres (режиссёр: Аньес Жауи)                                |
| Лучший фильм                                    | • Гарри — друг, который желает вам добра / Harry, un ami qui vous veut du bien (режиссёр: Доминик Молль) |                                                                                            |                                                                                            |
| Лучший фильм                                    | • Убийственные раны / Les Blessures assassines (режиссёр: Жан-Пьер Дени)                                 |                                                                                            |                                                                                            |
| Лучший фильм                                    | • Дочери короля / Saint-Cyr (режиссёр: Патрисия Мазюи)                                                   |                                                                                            |                                                                                            |
| Лучший фильм                                    | • Дело вкуса / Une affaire de goût (режиссёр: Бернар Рапп (фр.))                                         |                                                                                            |                                                                                            |
| Лучший режиссёр                                 | | • Доминик Молль за фильм «Гарри — друг, который желает вам добра»                          | • Доминик Молль за фильм «Гарри — друг, который желает вам добра»                          |
| Лучший режиссёр                                 | • Аньес Жауи — «На чужой вкус»                                                                           |                                                                                            |                                                                                            |
| Лучший режиссёр                                 | • Жан-Пьер Дени (фр.) — «Убийственные раны»                                                              |                                                                                            |                                                                                            |
| Лучший режиссёр                                 | • Матьё Кассовиц — «Багровые реки»                                                                       |                                                                                            |                                                                                            |
| Лучший режиссёр                                 | • Патрисия Мазюи — «Дочери короля»                                                                       |                                                                                            |                                                                                            |
| Лучший актёр                                    | | • Сержи Лопес — «Гарри — друг, который желает вам добра» (за роль Гарри)                   | • Сержи Лопес — «Гарри — друг, который желает вам добра» (за роль Гарри)                   |
| Лучший актёр                                    | • Жан-Пьер Бакри — «На чужой вкус» (за роль Жан-Жака Кастеллы)                                           |                                                                                            |                                                                                            |
| Лучший актёр                                    | • Шарль Берлен — «Сентиментальные судьбы» (фр.) (за роль Жана Барнери)                                   |                                                                                            |                                                                                            |
| Лучший актёр                                    | • Бернар Жиродо — «Дело вкуса» (за роль Фредерика Деламона)                                              |                                                                                            |                                                                                            |
| Лучший актёр                                    | • Паскаль Греггори — «Смешение жанров» (фр.) (за роль Алена Бомана)                                      |                                                                                            |                                                                                            |
| Лучшая актриса                                  | | • Доминик Блан — «Дублёр» (фр.) (за роль Элен)                                             | • Доминик Блан — «Дублёр» (фр.) (за роль Элен)                                             |
| Лучшая актриса                                  | • Эммануэль Беар — «Сентиментальные судьбы» (за роль Полины Поммерель)                                   |                                                                                            |                                                                                            |
| Лучшая актриса                                  | • Жюльет Бинош — «Вдова с острова Сен-Пьер» (за роль Паулин (мадам Ла))                                  |                                                                                            |                                                                                            |
| Лучшая актриса                                  | • Изабель Юппер — «Дочери короля» (за роль мадам де Ментенон)                                            |                                                                                            |                                                                                            |
| Лучшая актриса                                  | • Мюриэль Робен — «В поисках счастья» (фр.) (за роль Мари-Лин)                                           |                                                                                            |                                                                                            |
| Лучший актёр второго плана                      | | • Жерар Ланвен — «На чужой вкус» (за роль Франка Морено)                                   | • Жерар Ланвен — «На чужой вкус» (за роль Франка Морено)                                   |
| Лучший актёр второго плана                      | • Ален Шаба — «На чужой вкус» (за роль Брюно Дешама)                                                     |                                                                                            |                                                                                            |
| Лучший актёр второго плана                      | • Жан-Пьер Кальфон (фр.) — «Дочери короля» (за роль Людовика XIV)                                        |                                                                                            |                                                                                            |
| Лучший актёр второго плана                      | • Эмир Кустурица — «Вдова с острова Сен-Пьер» (за роль Нила Огюста)                                      |                                                                                            |                                                                                            |
| Лучший актёр второго плана                      | • Ламбер Вильсон — «Светские львы» (фр.) (за роль Артюса де Полиньяка)                                   |                                                                                            |                                                                                            |
| Лучшая актриса второго плана                    | | • Анн Альваро — «На чужой вкус» (за роль Клары Дево)                                       | • Анн Альваро — «На чужой вкус» (за роль Клары Дево)                                       |
| Лучшая актриса второго плана                    | • Жанна Балибар — «Ваш выбор, мадам» (фр.) (за роль Элизабет)                                            |                                                                                            |                                                                                            |
| Лучшая актриса второго плана                    | • Аньес Жауи — «На чужой вкус» (за роль Мани)                                                            |                                                                                            |                                                                                            |
| Лучшая актриса второго плана                    | • Матильда Сенье — «Гарри — друг, который желает вам добра» (за роль Клер)                               |                                                                                            |                                                                                            |
| Лучшая актриса второго плана                    | • Флоранс Томассен (фр.) — «Дело вкуса» (за роль Беатрис)                                                |                                                                                            |                                                                                            |
| Самый многообещающий актёр                      | | • Джалиль Леспер — «Человеческие ресурсы» (фр.)                                            | • Джалиль Леспер — «Человеческие ресурсы» (фр.)                                            |
| Самый многообещающий актёр                      | • Жан-Пьер Лори (фр.) — «Дело вкуса»                                                                     |                                                                                            |                                                                                            |
| Самый многообещающий актёр                      | • Борис Терраль (фр.) — «Король танцует» (за роль Жана-Батиста Люлли)                                    |                                                                                            |                                                                                            |
| Самый многообещающий актёр                      | • Сирилл Тувенен (фр.) — «Смешение жанров»                                                               |                                                                                            |                                                                                            |
| Самый многообещающий актёр                      | • Малик Зиди — «Капли дождя на раскалённых скалах»                                                       |                                                                                            |                                                                                            |
| Самая многообещающая актриса                    | | • Сильви Тестю — «Убийственные раны»                                                       | • Сильви Тестю — «Убийственные раны»                                                       |
| Самая многообещающая актриса                    | • Беренис Бежо — «Мечта всех женщин» (фр.)                                                               |                                                                                            |                                                                                            |
| Самая многообещающая актриса                    | • Софи Гиймен (фр.) — «Гарри — друг, который желает вам добра»                                           |                                                                                            |                                                                                            |
| Самая многообещающая актриса                    | • Изильд Ле Беско — «Маркиз де Сад»                                                                      |                                                                                            |                                                                                            |
| Самая многообещающая актриса                    | • Жюли-Мари Парментье (фр.) — «Убийственные раны»                                                        |                                                                                            |                                                                                            |
| Лучший оригинальный или адаптированный сценарий | Жан-Пьер Бакри                                                                                           | • Жан-Пьер Бакри и Аньес Жауи — На чужой вкус                                              | Аньес Жауи                                                                                 |
| Лучший оригинальный или адаптированный сценарий | Жан-Пьер Бакри                                                                                           | • Жиль Маршан, Доминик Молль — «Гарри — друг, который желает вам добра»                    | Аньес Жауи                                                                                 |
| Лучший оригинальный или адаптированный сценарий | Жан-Пьер Бакри                                                                                           | • Лоран Канте, Жиль Маршан — «Человеческие ресурсы»                                        | Аньес Жауи                                                                                 |
| Лучший оригинальный или адаптированный сценарий | Жан-Пьер Бакри                                                                                           | • Патрисия Мазюи, Ив Тома (фр.) — «Дочери короля»                                          | Аньес Жауи                                                                                 |
| Лучший оригинальный или адаптированный сценарий | Жан-Пьер Бакри                                                                                           | • Бернар Рапп, Жиль Торан (фр.) — «Дело вкуса»                                             | Аньес Жауи                                                                                 |
| Лучшая музыка к фильму                          | | • Шейх Ахмад Аль-Туни (фр.), La Caita, Тони Гатлиф и Томатито — «Я иду» (фр.)              | • Шейх Ахмад Аль-Туни (фр.), La Caita, Тони Гатлиф и Томатито — «Я иду» (фр.)              |
| Лучшая музыка к фильму                          | • Дэвид Синклер Уитейкер (англ.) — «Гарри — друг, который желает вам добра»                              |                                                                                            |                                                                                            |
| Лучшая музыка к фильму                          | • Брюно Куле — «Багровые реки»                                                                           |                                                                                            |                                                                                            |
| Лучшая музыка к фильму                          | • Джон Кейл — «Дочери короля»                                                                            |                                                                                            |                                                                                            |
| Лучший монтаж                                   | • Янник Кергоа (фр.) — «Гарри — друг, который желает вам добра»                                          | • Янник Кергоа (фр.) — «Гарри — друг, который желает вам добра»                            | • Янник Кергоа (фр.) — «Гарри — друг, который желает вам добра»                            |
| Лучший монтаж                                   | • Эрве Де Люс (фр.) — «На чужой вкус»                                                                    |                                                                                            |                                                                                            |
| Лучший монтаж                                   | • Марилин Монтье — «Багровые реки»                                                                       |                                                                                            |                                                                                            |
| Лучшая работа оператора                         | • Аньес Годар — «Красивая работа»                                                                        | • Аньес Годар — «Красивая работа»                                                          | • Аньес Годар — «Красивая работа»                                                          |
| Лучшая работа оператора                         | • Эрик Готье — «Сентиментальные судьбы»                                                                  |                                                                                            |                                                                                            |
| Лучшая работа оператора                         | • Тьерри Арбогаст — «Багровые реки»                                                                      |                                                                                            |                                                                                            |
| Лучшие декорации                                | • Жан Рабасс (фр.) — «Ватель»                                                                            | • Жан Рабасс (фр.) — «Ватель»                                                              | • Жан Рабасс (фр.) — «Ватель»                                                              |
| Лучшие декорации                                | • Катя Вышкоп (фр.) — «Сентиментальные судьбы»                                                           |                                                                                            |                                                                                            |
| Лучшие декорации                                | • Тьерри Франсуа (фр.) — «Дочери короля»                                                                 |                                                                                            |                                                                                            |
| Лучшие костюмы                                  | • Эдит Весперини и Жан-Даниэль Виллермо (фр.) — «Дочери короля»                                          | • Эдит Весперини и Жан-Даниэль Виллермо (фр.) — «Дочери короля»                            | • Эдит Весперини и Жан-Даниэль Виллермо (фр.) — «Дочери короля»                            |
| Лучшие костюмы                                  | • Оливье Берио (фр.) — «Король танцует»                                                                  |                                                                                            |                                                                                            |
| Лучшие костюмы                                  | • Ивонн Сассино де Нель (фр.) — «Ватель»                                                                 |                                                                                            |                                                                                            |
| Лучший звук                                     | • Жерар Арди, Жерар Лампс (фр.), Франсуа Морель — «Гарри — друг, который желает вам добра»               | • Жерар Арди, Жерар Лампс (фр.), Франсуа Морель — «Гарри — друг, который желает вам добра» | • Жерар Арди, Жерар Лампс (фр.), Франсуа Морель — «Гарри — друг, который желает вам добра» |
| Лучший звук                                     | • Сирил Хольц, Венсан Тюлли — «Багровые реки»                                                            |                                                                                            |                                                                                            |
| Лучший звук                                     | • Доминик Далмассо, Анри Морелль — «Король танцует»                                                      |                                                                                            |                                                                                            |
| Лучшая дебютная работа                          | • «Человеческие ресурсы» — режиссёр: Лоран Канте                                                         | • «Человеческие ресурсы» — режиссёр: Лоран Канте                                           | • «Человеческие ресурсы» — режиссёр: Лоран Канте                                           |
| Лучшая дебютная работа                          | • «Визг» (фр.) — режиссёр: Фабрис Женесталь (фр.)                                                        |                                                                                            |                                                                                            |
| Лучшая дебютная работа                          | • «Национальная седьмая» (фр.) — режиссёр: Жан-Пьер Синапи (фр.)                                         |                                                                                            |                                                                                            |
| Лучшая дебютная работа                          | • «Место преступления» (фр.) — режиссёр: Фредерик Шёндёрффер (фр.)                                       |                                                                                            |                                                                                            |
| Лучшая дебютная работа                          | • «Дублёр» — режиссёр: Рош Стефаник                                                                      |                                                                                            |                                                                                            |
| Лучший короткометражный фильм                   | • Салам / Salam (режиссёр: Суад Эль-Бухати)                                                              | • Салам / Salam (режиссёр: Суад Эль-Бухати)                                                | • Салам / Salam (режиссёр: Суад Эль-Бухати)                                                |
| Лучший короткометражный фильм                   | • Un petit air de fête (режиссёр: Эрик Гирадо)                                                           |                                                                                            |                                                                                            |
| Лучший короткометражный фильм                   | • На краю Земли / Au bout du monde (режиссёр: Константин Бронзит)                                        |                                                                                            |                                                                                            |
| Лучший короткометражный фильм                   | • Колодец / Le puits (режиссёр: Жером Бульбе)                                                            |                                                                                            |                                                                                            |
| Лучший иностранный фильм                        | • Любовное настроение / 花樣年華 (Гонконг, режиссёр Вонг Карвай)                                         | • Любовное настроение / 花樣年華 (Гонконг, режиссёр Вонг Карвай)                           | • Любовное настроение / 花樣年華 (Гонконг, режиссёр Вонг Карвай)                           |
| Лучший иностранный фильм                        | • Красота по-американски / American Beauty (США, реж. Сэм Мендес)                                        |                                                                                            |                                                                                            |
| Лучший иностранный фильм                        | • Билли Эллиот / Billy Elliot (Великобритания, реж. Стивен Долдри)                                       |                                                                                            |                                                                                            |
| Лучший иностранный фильм                        | • Танцующая в темноте / Dancer in the Dark (Дания, реж. Ларс фон Триер)                                  |                                                                                            |                                                                                            |
| Лучший иностранный фильм                        | • Один и два / Yi Yi (Тайвань, реж. Эдвард Янг)                                                          |                                                                                            |                                                                                            |

### Специальные награды
| Награда          | Лауреаты            | Лауреаты     |
| ---------------- | ------------------- | ------------ |
| Почётный «Сезар» |                     | • Дарри Коул |
| Почётный «Сезар» | • Шарлотта Рэмплинг |              |
| Почётный «Сезар» | • Аньес Варда       |              |